# جيري هادلي
جيري هادلي (بالإنجليزية: Jerry Hadley)‏ هو موسيقي ومغني أوبرا ومغني أمريكي، ولد في 16 يونيو 1952 في برينستون في الولايات المتحدة، وتوفي في 18 يوليو 2007 في نيويورك في الولايات المتحدة بسبب إصابة بعيار ناري.

## وصلات خارجية
- جيري هادلي على موقع IMDb (الإنجليزية)
- جيري هادلي على موقع ميوزك برينز (الإنجليزية)
- جيري هادلي على موقع إن إن دي بي (الإنجليزية)
- جيري هادلي على موقع أول ميوزيك (الإنجليزية)
- جيري هادلي على موقع ديسكوغز (الإنجليزية)
- جيري هادلي على موقع قاعدة بيانات الفيلم (الإنجليزية)